# Geschichten mit Knoten
Geschichten mit Knoten (englischer Originaltitel A Tangled Tale) ist eine Sammlung mathematischer Rätselgeschichten des Autors Lewis Carroll. Ursprünglich erschienen sie von April 1880 bis November 1884 in der Zeitschrift The Monthly Packet, 1886 dann überarbeitet und mit Illustrationen von Arthur Burdett Frost versehen als Buch bei Macmillan Publishers. Die deutsche Übersetzung durch Walter E. Richartz wurde 1978 veröffentlicht.

## Aufbau
Das Buch enthält zehn kurze Geschichten, genannt Knoten, die jeweils ein oder mehrere mathematische Probleme enthalten. Vereinzelt finden sich auch Scherzfragen und Paradoxa. Die Aufgaben sind mit üblichem Schulwissen lösbar, es kommen lineare Gleichungssysteme, Dreisatz und Ähnliches vor. Im zweiten Teil werden die Lösungen zu den Aufgaben vorgestellt. Diese beginnen mit der aus der Geschichte extrahierten Problemstellung und einer Lösung inklusive Lösungsweg. Anschließend stellt Carroll auszugsweise die von den Lesern unter Pseudonymen eingesandten Lösungen vor, wobei er vor allem die Einsender falscher Lösungen in spaßigem Ton verspottet. Immer wieder weist er auch auf die Notwendigkeit hin, nicht nur die Lösung, sondern auch den Lösungsweg einzusenden, und geht schließlich dazu über, die Einsender von Lösungen ohne Lösungsweg gar nicht mehr zu erwähnen. Abgeschlossen werden die Lösungen jeweils durch eine Auflistung derjenigen, die eine richtige Lösung eingesandt haben, unterteilt in drei Klassen, je nach Qualität der Lösung. Nach einigen Lösungen folgen weitere Bemerkungen zu früheren Aufgaben, die sich aus Briefen zwischen Carroll und einzelnen Lesern ergaben.
Eine Aufgabe zur Datumsgrenze bleibt ungelöst, da Carroll, wie er schreibt, die nötigen Informationen, die er zu erhalten hoffte, noch fehlen.

## Inhalt
Dem Buch ist ein Gedicht vorangestellt, das ähnlich einem Akrostichon den Namen einer seiner jungen Freundinnen Edith Rix ergibt, wenn man jeweils den zweiten Buchstaben eines jeden Verses liest.
Im Vorwort schreibt Carroll zur Intention des Werks: “The writer’s intention was to embody in each Knot (like the medicine so dexterously, but ineffectually, concealed in the jam of our early childhood) one or more mathematical questions—in Arithmetic, Algebra, or Geometry, as the case might be—for the amusement, and possible edification, of the fair readers of that magazine.” (deutsch: „Die Absicht des Autors war es jedem Knoten (wie die Medizin, die so geschickt, aber unwirksam in der Marmelade unserer frühen Kindheit verborgen wurde) eine oder mehrere mathematische Fragen – in Arithmetik, Algebra oder Geometrie, wie es sich gerade ergab – beizufügen zur Vergnügung und möglichen Erbauung des Lesers dieser Zeitschrift.“)
Die einzelnen Geschichten haben keine fortlaufende Handlung, nehmen aber teils Bezug auf vorherige Geschichten. Es kommen drei verschiedene Personengruppen vor, die zunächst in keiner Beziehung zu stehen scheinen, in der letzten Geschichte jedoch vereint werden. Die Geschichten spielen im 20. Jahrhundert, aus damaliger Sicht also in der Zukunft. Der damit verbundene technische Fortschritt zeigt sich im dritten Knoten, in dem eine Vorrichtung beschrieben wird, die hunderte Reisende innerhalb einer Sekunde in Zugabteile hinein und aus ihnen heraus schleudern kann.
Knoten IZwei Reisende in Ritterrüstung besteigen einen Berg. Die Aufgabe besteht darin, aus den verschiedenen Geschwindigkeiten in der Ebene, beim Hoch- und beim Hinuntersteigen die zurückgelegte Strecke und den Zeitpunkt, zu dem der Gipfel erreicht wurde, zu bestimmen.
Knoten IIZwei Brüder, Hugh und Lambert, stellen ihrem Lehrer Balbus (benannt nach dem Helden ihres Latein-Übungsbuches) ein Problem aus einem Brief ihres Vaters, der gerade das ferne Land Kgovjni bereist. Balbus gibt jedoch nur eine ausweichende Antwort und stellt stattdessen ihnen die Aufgabe, von den vier Häusern mit freien Zimmern an einem quadratischen Platz das zu bestimmen, von dem die Wege zu den drei anderen zusammengenommen möglichst kurz sind.
Knoten IIIClara, die bei ihrer Tante Macke Mattik (im Original: Mad Mathesis) in London zu Besuch ist, wettet mit dieser, wer auf einer Rundfahrt die meisten entgegenkommenden Züge sieht. Beim ersten Mal verliert sie, erhält aber eine zweite Chance mit abgeänderten Regeln.
Knoten IVDie beiden Reisenden aus der ersten Geschichte, von denen der Leser nun erfährt, dass sie Vater und Sohn sind, sind nun auf dem Weg von Mhruxi nach Kgovjni. Als Fischer, die auf dem gleichen Schiff reisen wie sie, durch ein Missgeschick ihr gesamtes Geld im Meer verlieren, stellt sich ihnen die Frage, ob sie aus den verworrenen Angaben ermitteln können, wie viel jeder von ihnen verloren hat.
Knoten VClara und ihre Tante besuchen eine Kunstausstellung im Burlington House. Erneut fordert ihre Tante Clara zu einem Wettstreit heraus, wobei es diesmal um die Kennzeichnung von Bildern nach einem bestimmten System geht.
Knoten VIDie Herrscherin von Kgovjni, wo die beiden Reisenden inzwischen angekommen sind, befiehlt diesen, den Sieger in einem Wettbewerb zu bestimmen.
Knoten VIIClara muss, da sie vergessen hat, wie viel sie für ihr Essen bezahlt hat, die Summe aus anderen Rechnungen bestimmen, um das Geld von ihrer Tante zurückzuerhalten.
Knoten VIIIDie Reisenden verlassen Kgovjni, wobei sich ihnen die Aufgabe stellt, wann sie dem nächsten Omnibus begegnen.
Knoten IXNachdem Balbus den beiden Brüdern das archimedische Prinzip erläutert hat, versuchen sie einige damit zusammenhängende Paradoxa zu ergründen. Als sie Balbus deswegen befragen, stellt er ihnen, statt eine Antwort zu geben, nur eine neue Frage.
Knoten XClara kehrt in Begleitung ihrer Tante zu ihrem Vater zurück, wo seine zwei Söhne Hugh und Lambert zusammen mit Balbus ebenfalls gerade angekommen sind. Ihr Vater erklärt seinen drei Söhnen, dass sie das Geld, das sie nach Tradition zum Geburtstag bekommen sollen, erst erhalten, wenn sie aus einigen gegebenen Daten ihr Alter berechnen. Macke Mattik verspricht ihrer Nichte ebenfalls eine Belohnung für die Lösung einer mathematischen Aufgabe.

## Rezeption
Carrolls Neffe schrieb über das Buch: “With some people this is the most popular of all his books; it is certainly the most successful attempt he ever made to combine mathematics and humour.” (deutsch: „Für einige Menschen ist dies das beliebteste seiner Bücher; es ist sicherlich der erfolgreichste Versuch Mathematik und Humor zu kombinieren, den er jemals unternommen hat.“) Lewis Carroll kann mit diesem Werk als Vorgänger Samuel Loyds gesehen werden, dessen Bücher mit mathematischen Rätseln kurze Zeit später populär wurden.
Die Aufgaben wurden immer wieder veröffentlicht, zum Teil auch in gemeinsamen Ausgaben mit den Pillow Problems, einer weiteren Rätselsammlung von Lewis Carroll.
Auch andere Autoren mathematischer Rätsel greifen immer wieder auf die Aufgaben zurück und veröffentlichen sie in neuer Form, so etwa Heinrich Hemme in seinem Buch Alice im Knobelland.